# Штајнау (Доња Саксонија)
Штајнау (њем. Steinau) град је у њемачкој савезној држави Доња Саксонија. Једно је од 57 општинских средишта округа Куксхафен. Према процјени из 2010. у граду је живјело 935 становника. Посједује регионалну шифру (AGS) 3352051.

## Географски и демографски подаци
Штајнау се налази у савезној држави Доња Саксонија у округу Куксхафен. Град се налази на надморској висини од 1 метара. Површина општине износи 36,1 km². У самом граду је, према процјени из 2010. године, живјело 935 становника. Просјечна густина становништва износи 26 становника/km².